# 西大街街道 (抚州市)
西大街街道，是中国江西省抚州市临川区所辖的一个街道。

## 行政区划
西大街街道下辖以下村级行政区划单位
西大街社区、若士路社区、营上巷社区、公园社区、石马巷社区和后湖田社区。